# Luthern
Luthern (toponimo tedesco) è un comune svizzero di 1 248 abitanti del Canton Lucerna, nel distretto di Willisau.

## Geografia fisica

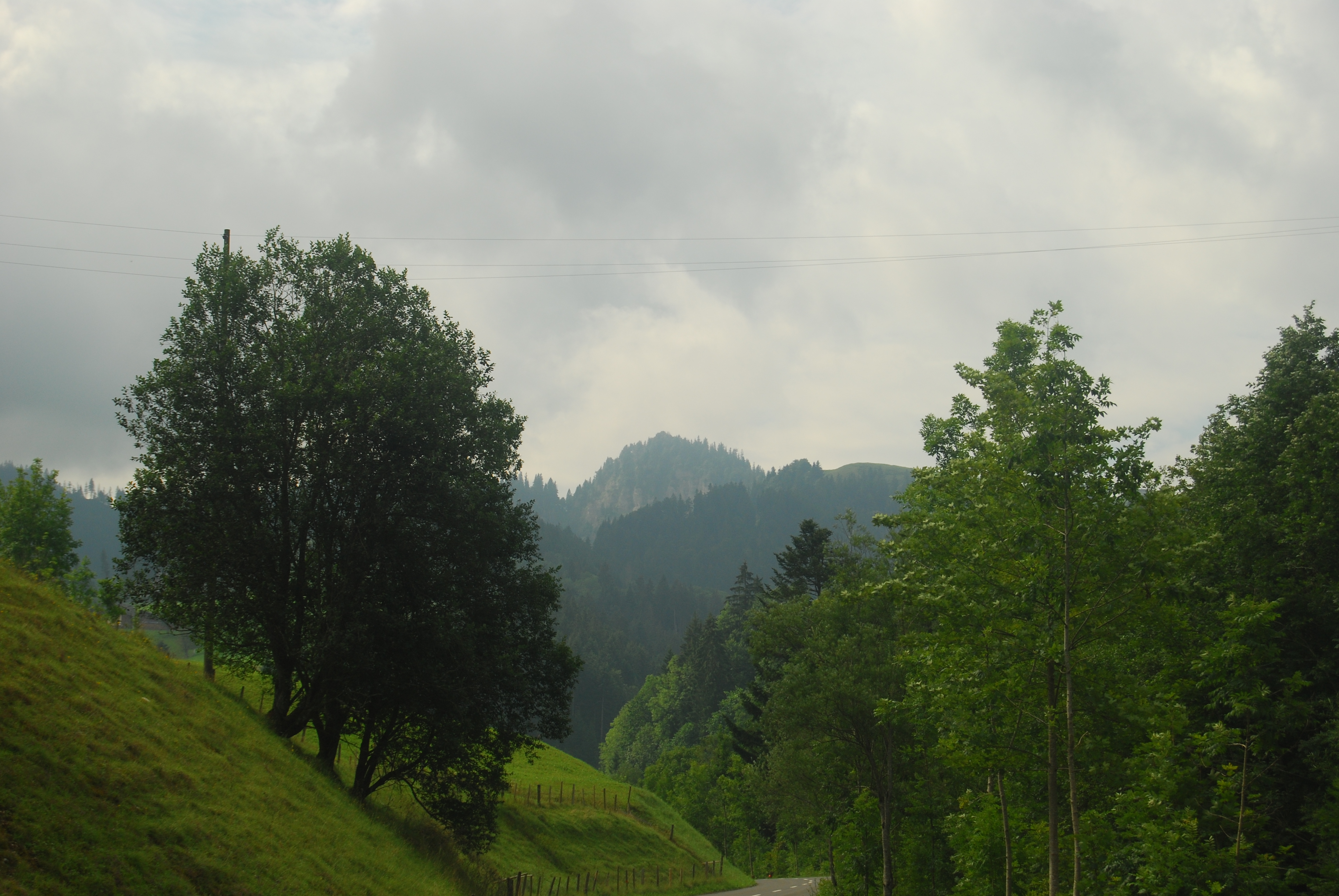
Il monte Napf visto da Luthern

Il territorio del comune di Luthern si estende nell'alta valle del fiume omonimo, sulle pendici settentrionali del monte Napf.

## Monumenti e luoghi d'interesse
Dal 2017 Luthern, grazie alla sua particolare bellezza architettonica, la sua storia e la posizione privilegiata in cui si trova è entrato a far parte dell'associazione "I borghi più belli della Svizzera".
- Chiesa parrocchiale cattolica di Sant'Ulrico, attestata dal 1275 e ricostruita nel 1751-1753 da Jakob Singer e Johann Josef Purtschert[3];
- Cappella cattolica di Santa Maria in località Luthernbad, eretta nel 1583-1584 e ricostruita nel 1954[3];
- Rovine della fortezza di Walsberg (o Waldsberg)[3].

## Società

### Evoluzione demografica
L'evoluzione demografica è riportata nella seguente tabella:
Abitanti censiti

## Economia
L'economia locale si basa prevalentemente sul settore primario e sul turismo (villeggiatura estiva; Luthernbad è attestata dal 1581 come località termale).